# Katarzyna Luboń
Katarzyna Luboń (ur. 6 października 1989) – polska judoczka.

## Kariera
Była zawodniczka klubów: UKS Dębiec Poznań (2004-2006), AZS OŚ Poznań (2007-2008), AZS-WSPiA Poznań (2009-2014). Brązowa medalistka mistrzostw Polski seniorek 2011 w kategorii do 78 kg. Ponadto brązowa medalistka młodzieżowych mistrzostw Polski 2010.